# Động đất Alaska 1964
Động đất Alaska 1964, cũng gọi là Đại động đất Alaska, Động đất cảng vận chuyển và Động đất Thứ sáu Tuần Thánh, là trận siêu động đất bắt đầu vào 5:36 P.M. AST vào ngày thứ sáu Tuần Thánh, 27 tháng 3 năm 1964. Toàn bộ vùng trung-nam Alaska bị ảnh hưởng bởi mặt đất bị nứt, công trình sụp đổ và sóng thần xuất hiện khiến 143 người thiệt mạng.
Diễn ra trong gần 3 phút, nó là trận động đất mạnh nhất trong lịch sử Hoa Kỳ và Bắc Mỹ, và mạnh thứ hai trong số các trận động đất từng đo bằng địa chấn kế. Nó có độ lớn 9,2, và trận mạnh thứ hai trong lịch sử địa chấn học mà con người đo được.
Sức mạnh của trận động đất tạo ra hiện tượng hóa lỏng đất trong vùng. Đất sụt lở gây đổ sập công trình công cộng, đường giao thông và nhà dân ở vài khu cộng đồng. Thành phố Anchorage chịu thiệt hại nặng nhất với nhiều nhà trụ sở với thiết kế chống động đất đã không đứng vững, các công trình hạ tầng công cộng bị ảnh hưởng bởi sạt lở (vỉa hè, đường đi bộ, đường cấp thoát nước, đường điện và những công trình khác), và có vài vụ sạt lở ở Knik Arm. Có đoạn nứt gãy dài hai trăm dặm theo hướng tây nam, một số vùng gần Kodiak mặt đất bị nâng cao tới 30 foot (9,1 m). Phía đông nam của Anchorage, vùng bao quanh phía đầu Turnagain Arm gần Girdwood và hải cảng bị sụt tới 8 foot (2,4 m), dẫn đến chính quyền phải xây dựng lại hoàn toàn và nâng nền đường cao tốc Seward Highway cao hơn mực nước thủy triều.
Ở Prince William Sound, cảng Valdez chịu một trận sạt lở đất lớn dưới nước, khiến 30 người thiệt mạng khi đang đứng trên khu vực cảng và cầu tàu cũng như ở trong những thuyền đang đậu tại cảng lúc xảy ra động đất. Gần đó, một trận sóng thần cao tới 27 foot (8,2 m) tràn vào làng Chenega, làm thiệt mạng 23 người trong số 68 sống ở đây; những người sống sót được nhờ chạy lên vùng đất cao hơn. Dư chấn của động đất cũng như của sóng thần ảnh hưởng đến cộng đồng Whittier, Seward, Kodiak, và những vùng Alaska khác cũng như đối với người dân và tài sản ở vùng British Columbia, Oregon, và California. Sóng thần cũng gây một số thiệt hại tại Hawaii Nhật Bản. Báo cáo về những ảnh hưởng của trận động đất này đến từ khắp nơi trên toàn vùng Thái Bình Dương.